# Magdeburški polkrogli
Magdebúrški pólkrógli sta bili eno od najbolj zanimivih poskusov Otta von Guericka, s katerima je pokazal, kako močno ju drži skupaj zračni tlak, če je iz tesno prilegajočih se votlih polkrogel, s premerom malo čez 1 čevelj (~ 304,8 mm), izčrpal zrak. Poskus je pokazal državnemu zboru in cesarju leta 1657 v Regensburgu s šestnajstimi konji in ga ponovil v Berlinu leta 1663 s štiriindvajsetimi konji.